# Karl Paul Marcus

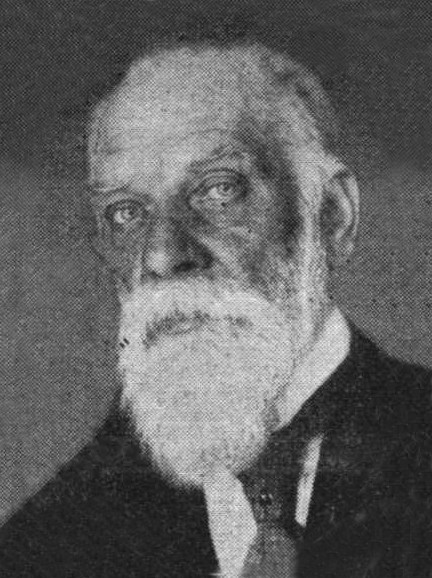
Paul Marcus, 1924

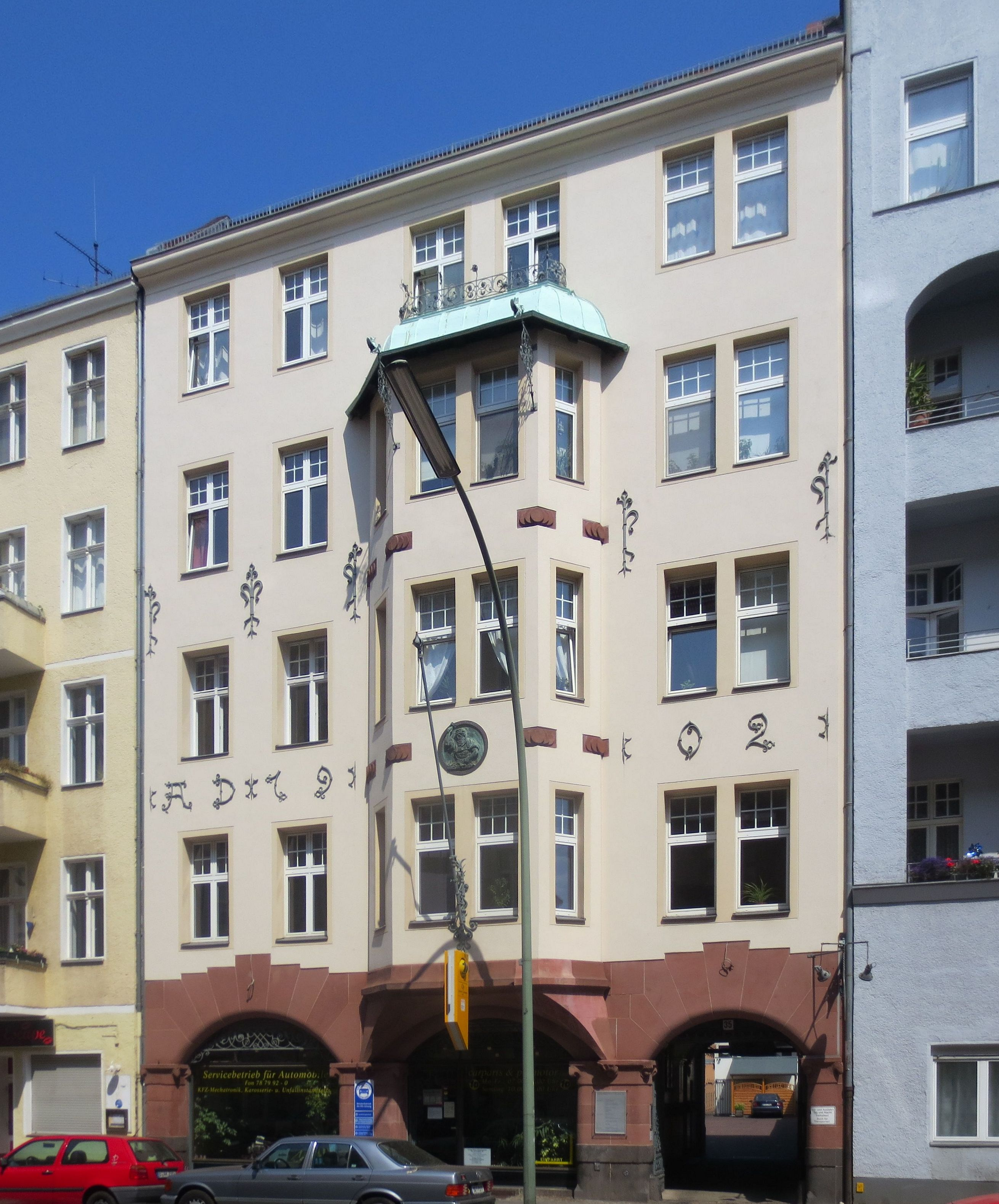
Berlin, Schöneberg, Monumentenstraße 35, ehemalige Hofkunstschlosserei Paul Marcus

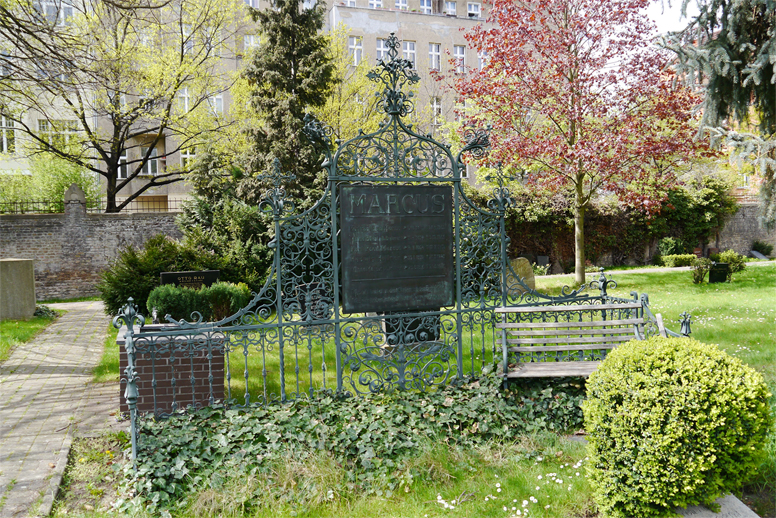
Familiengrabstätte Marcus, Alter Zwölf-Apostel-Kirchhof Berlin-Schöneberg

Karl Paul Marcus (* 4. September 1854 in Finsterwalde; † 17. Juli 1932 in Berlin) war ein erfolgreicher Kunstschmied der Kaiserzeit in Berlin. Er war verheiratet mit Minna Marcus (1856–1945) geb. Hillner. 1888 verlieh ihm Kaiser Friedrich III. den Titel eines Königlichen Hof-Kunstschlossers.

## Leben
Marcus stammte aus bescheidenen Familienverhältnissen. Er begann seinen Berufsweg als Facharbeiter in den Maschinenbauanstalten und Eisengießereien von Friedrich Wöhlert, Louis Schwartzkopff, Ludwig Loewe und Siemens & Halske in Berlin. Ein staatliches Stipendium ermöglichte es ihm, die Tagesklasse für Kunstschlosser und Kunstschmiede an der Unterrichtsanstalt des Kunstgewerbemuseums Berlin zu besuchen. Nach Beendigung seiner Ausbildung und erfolgreich bestandener Meisterprüfung bei dem bekannten Berliner Kunstschmied Eduard Puls gründete er 1880 zusammen mit einem Kompagnon die Kunstschmiede Arndt & Marcus.
Das Unternehmen erarbeitete sich innerhalb weniger Jahre einen ausgesprochen guten Ruf und erhielt zahlreiche Preise und Auszeichnungen, so beim Wettbewerb des Badischen Kunstvereins 1887, auf der World’s Columbian Exposition in Chicago 1893 und der Berliner Gewerbeausstellung 1896. Auf der Pariser Weltausstellung 1900 wurde ein von Marcus ausgeführtes schmiedeeisernes Gittertor nach dem Entwurf von Paul Wallot mit dem Grand Prix und der großen goldenen Medaille prämiert. Es fand später seinen Platz im Südvestibül des Reichstages in Berlin.
1902/03 ließ sich Marcus durch den Architekten Richard Kühnemann in der Monumentenstraße 19 (heute Nr. 35) in Berlin-Schöneberg ein Wohnhaus mit dahinterliegender Werkstatt errichten, das inzwischen unter Denkmalschutz steht und noch zahlreiche originale Schmiedearbeiten aufweist. In dem Betrieb arbeiteten zeitweise 150 Gesellen an 50 Schmiedefeuern.
Marcus war Obermeister der Schlosser-Innung Berlin und seit 1912 Vorsitzender des Zentralausschusses der vereinigten Innungsverbände Deutschlands sowie Präsident des Hansabundes für Gewerbe, Handel und Industrie.
Paul Marcus starb am 17. Juli 1932 in Berlin. Das Familiengrab auf dem Alten Zwölf-Apostel-Kirchhof in der Kolonnenstraße in Berlin-Schöneberg ziert ein von ihm 1903 entworfenes aufwändig gestaltetes Gitter.

## Werke
Zum breiten Repertoire der Kunstschmiede Marcus gehörten u. a. Treppengeländer, Zaun- und Torgitter, Türen, Reliefs, Vitrinen, Ofenschirme, Vasen, Kandelaber, Leuchter, Lampen und Laternen.
Sie lieferte ihre Erzeugnisse nicht nur in die europäischen Nachbarländer, sondern u. a. auch nach Mexiko, Brasilien, Argentinien und Indien.